# روکوکو

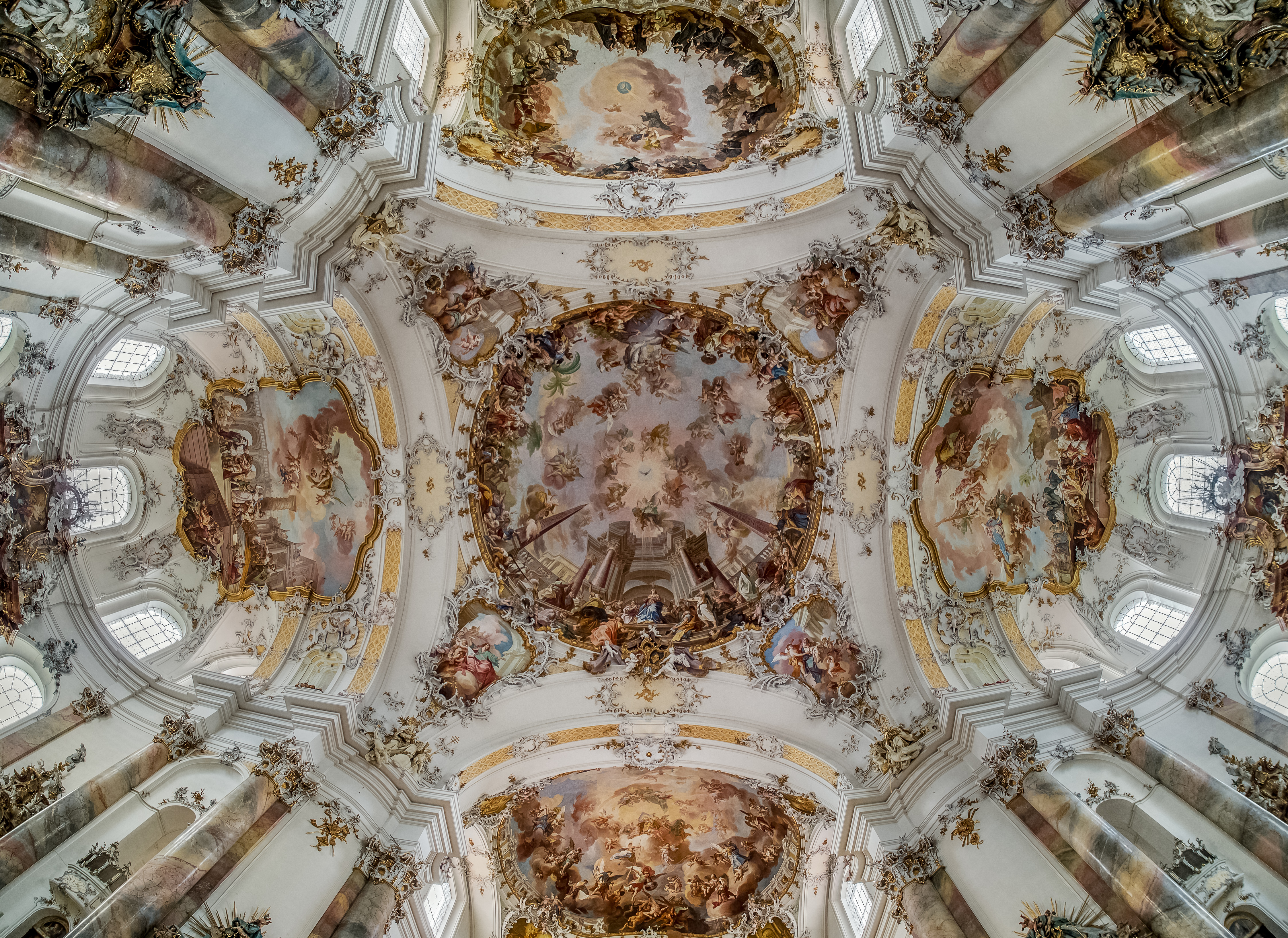
نگاره‌ای از گچ‌بری و نقاشی‌های روی سقف کلیسای اوتوبویرن در ناحیهٔ اوتوبویرن، آلمان در سبک روکوکو.

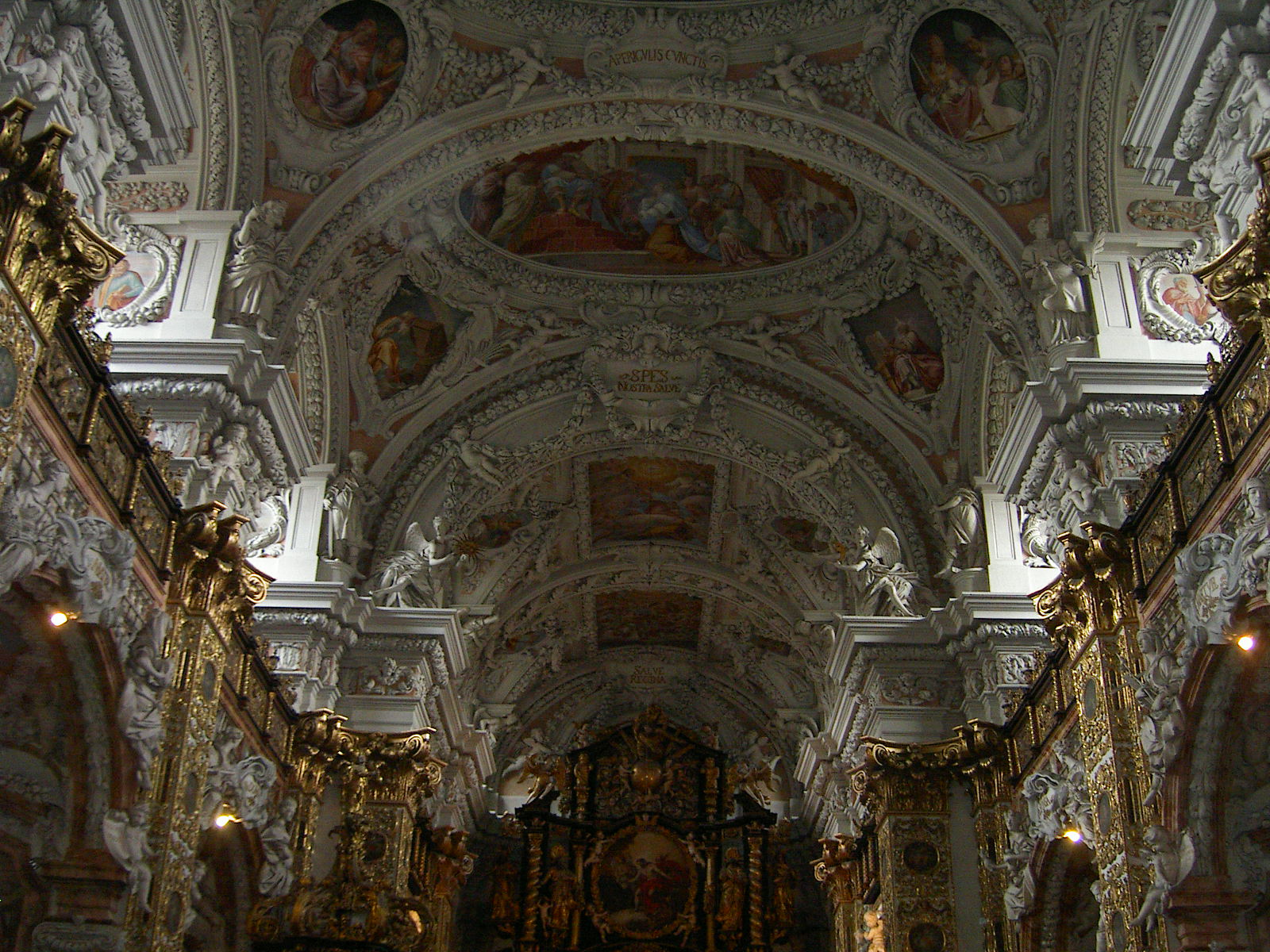
سقف کلیسای کاتولیک اشلیرباخ در اتریش، در سبک روکوکو.

روکوکو (به فرانسوی: Rococo) اصطلاحی است در تاریخ هنر برای توصیف هنر تزئینی در زمینه‌های مختلف معماری، بنا آرایی، نقاشی، پیکرسازی، طراحی اثاثیه و اشیاء زینتی.
اصطلاح روکوکو در ابتدا توسط پیر-موریس کی در سال ۱۷۹۷ از ترکیب واژه فرانسوی روکای (rocaille) و واژه ایتالیایی باروکو (baroco) به وجود آمده‌است.

## خاستگاه و ویژگی‌ها
روکوکو سبکی در ادامه باروک بود که با رشد طبقه متوسط و بورژوازی اروپا و از فرانسه پدید آمد و واکنشی علیه شکوه و جلال افراطی کاخ‌ها بود. ار نتایج روکوکو ساخت خانه‌های شهری کوچک و راحت، با تزئینات و ریزه‌کاری فراوان در فضاهای داخلی و هنری باطراوت و مملو از سرزندگی است.
در تزئینات روکوکو از خطوط منحنی اشکال صدفی و رنگ‌های صورتی آبی و سبز روشن به وفور استفاده می‌شود. در زمینه نقاشی شیوه‌های گوناگونی در این دوران پدید آمد، نقاشان به شیوه‌های فردی گرایش پیدا کردند و دست به آزمون‌های تازه‌ای زدند که به رمانتیسم منتهی شد.
از مهم‌ترین نقاشان این دوره می‌توان به ژان-آنتوان واتو، شاردن، فراگونار و بوشه در فرانسه و تیه‌پولو در ایتالیا اشاره کرد.
جنبش روکوکو در اواخر باروک در پاریس به عنوان واکنشی در برابر عظمت، تقارن و مقررات سفت و سخت باروک به‌ویژه در کاخ ورسای شروع شد و بر جنبه‌های هنری از جمله نقاشی، مجسمه‌سازی، معماری، طراحی داخلی، دکوراسیون و ادبیات تأثیر گذاشت. در پایان قرن ۱۸ تم‌های عجیب و غریب تا حد زیادی با سبک نئوکلاسیک جایگزین شد. در سال ۱۸۳۵ فرهنگستان فرانسه اظهار داشت که این کلمه عجیب و غریب روکوکو «معمولاً از نوع زینت، سبک و طراحی در ارتباط با سلطنت لویی پانزدهم و آغاز آن از لویی شانزدهم را پوشش می‌دهدـ». این واژه به‌عنوان ترکیبی از واژه‌های فرانسوی rocaille (سنگ) و coquilles (پوسته) به علت تکیه بر این اشیاء به عنوان نقوش تزئینی یا همچنین ترکیبی از واژه ایتالیایی barocco (مروارید نامنظم) و فرانسه rocaille (فرمی محبوب از باغ یا تزئینات داخلی با استفاده از پوسته و سنگریزه) است و در بخش‌هایی از اروپا در قرن ۱۸ به مد روز تبدیل شد. این سبک در حال حاضر به‌طور گسترده‌ای به عنوان یک دوره مهم در توسعه هنر اروپا به رسمیت شناخته شده‌است.

## نگارخانه

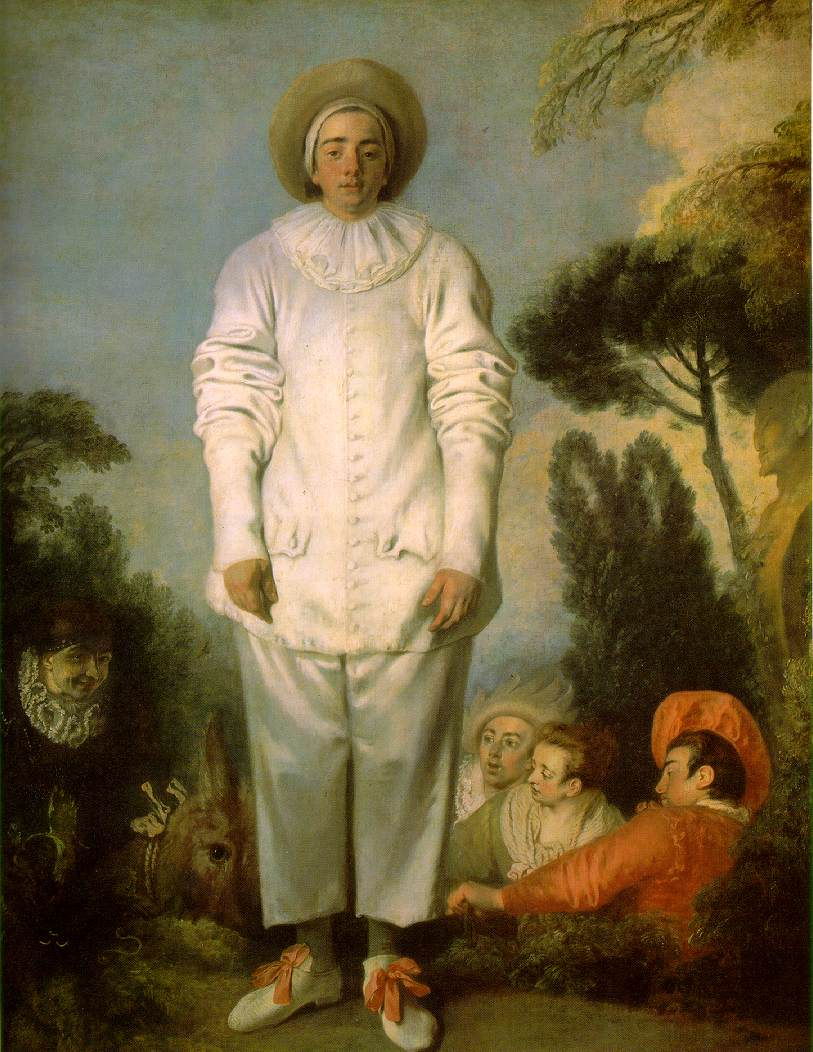
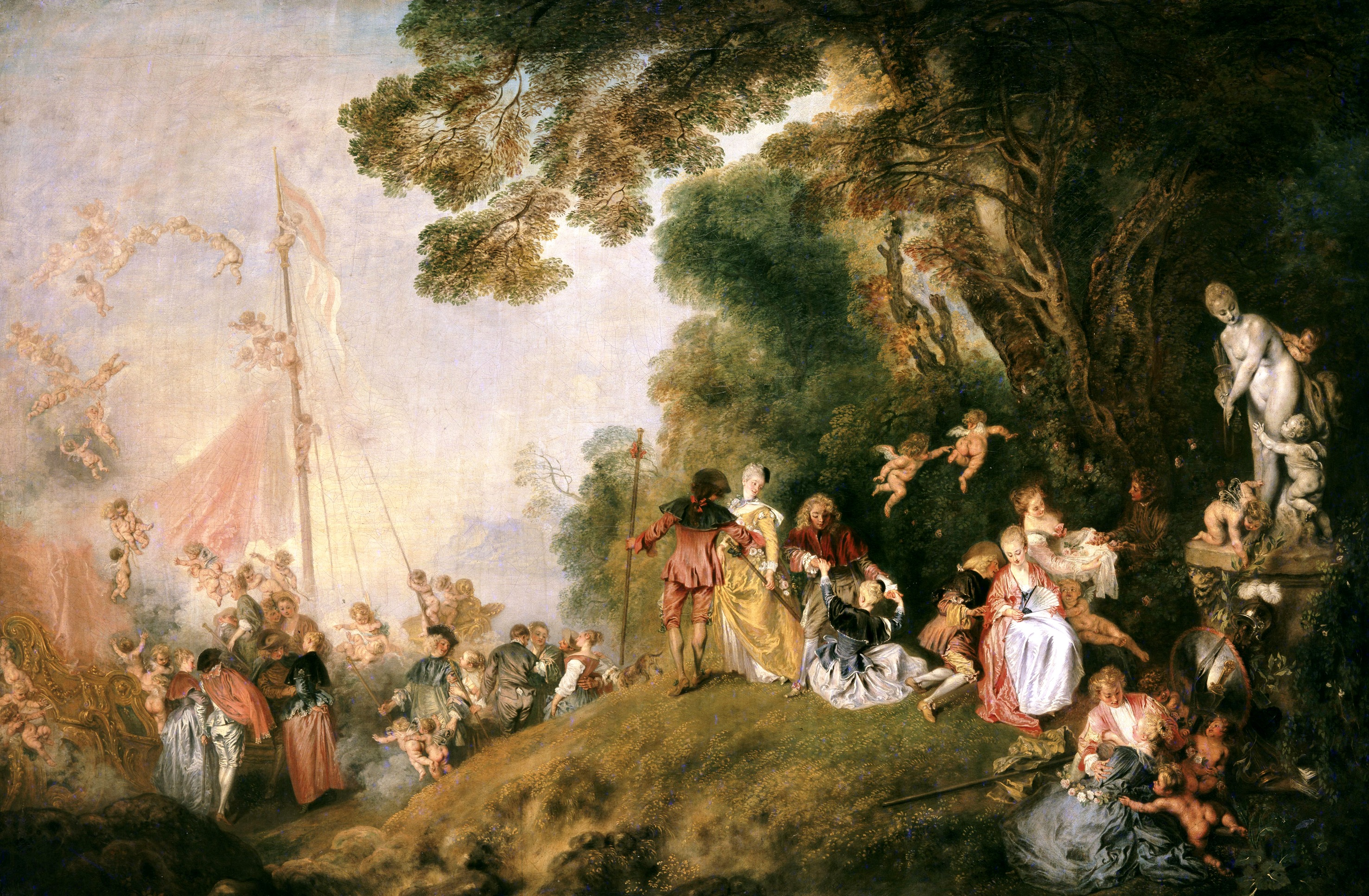
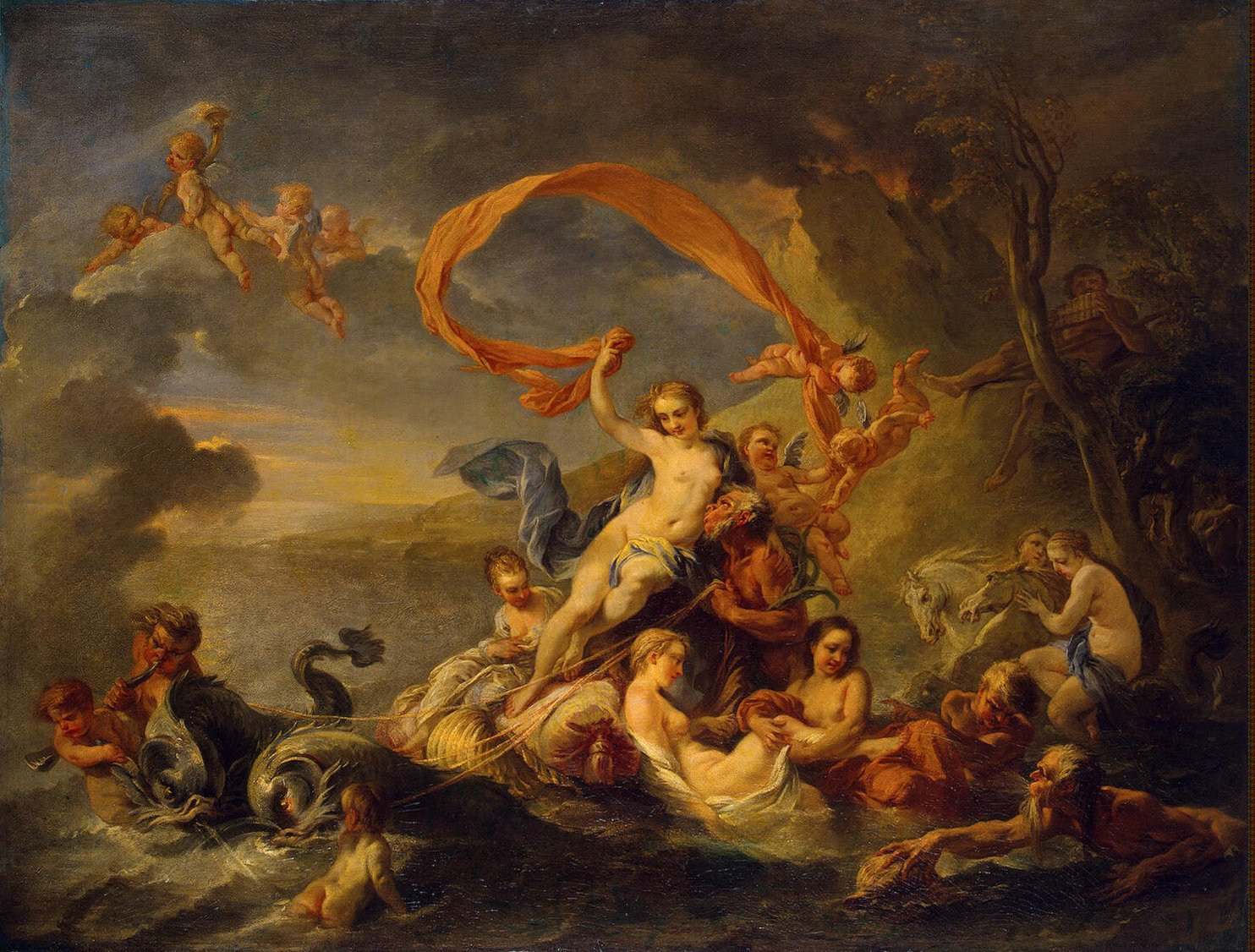
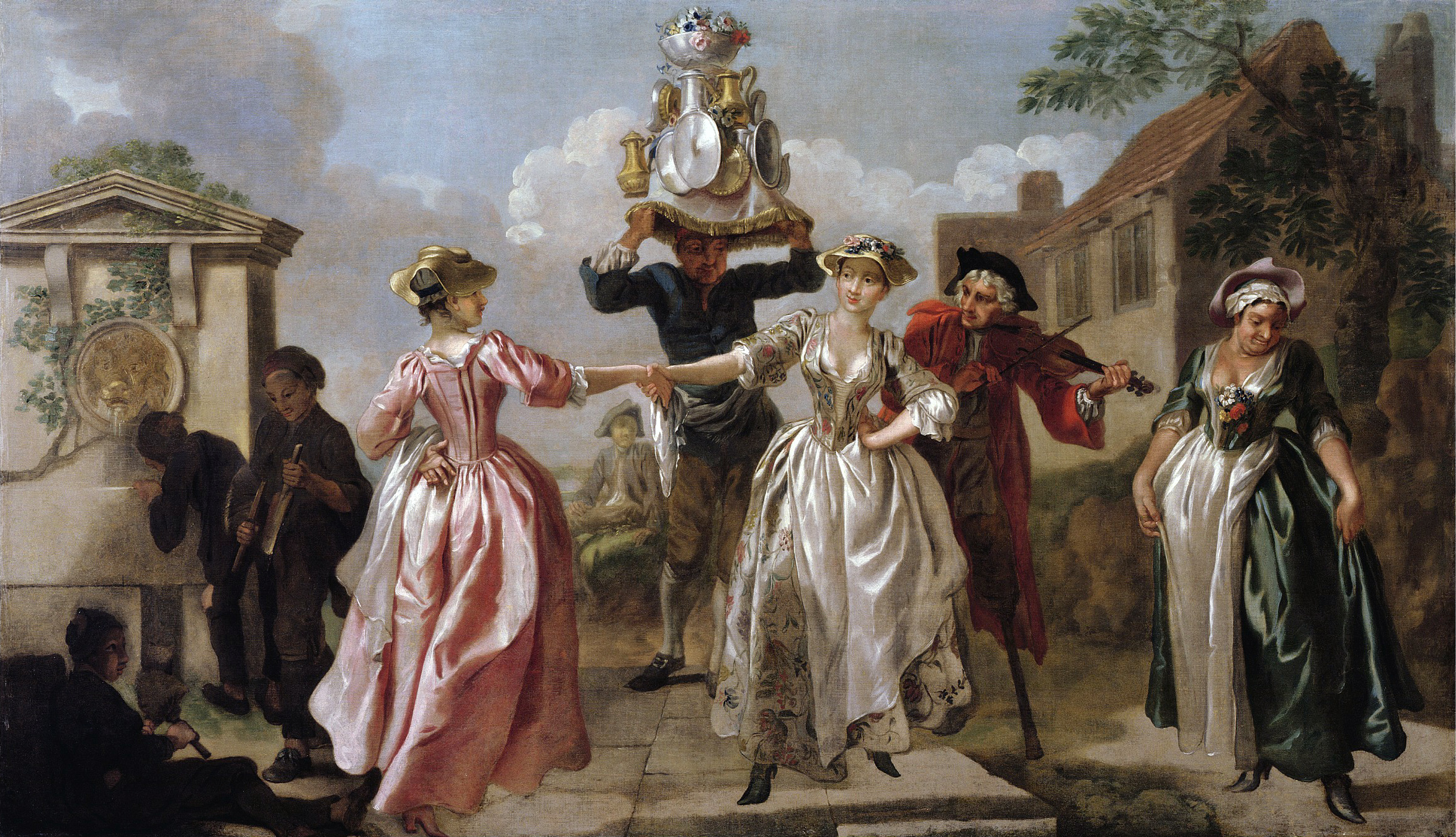
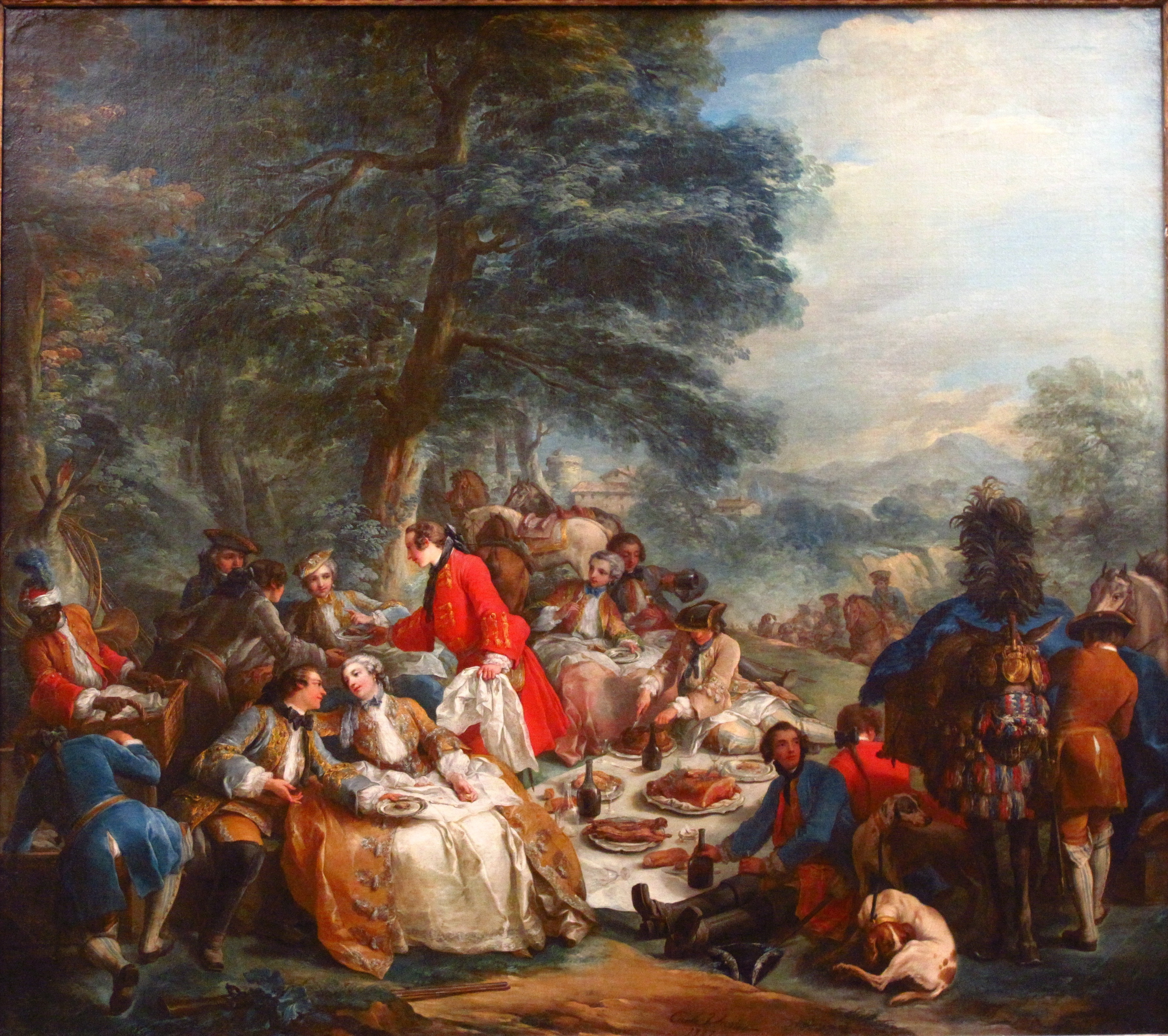
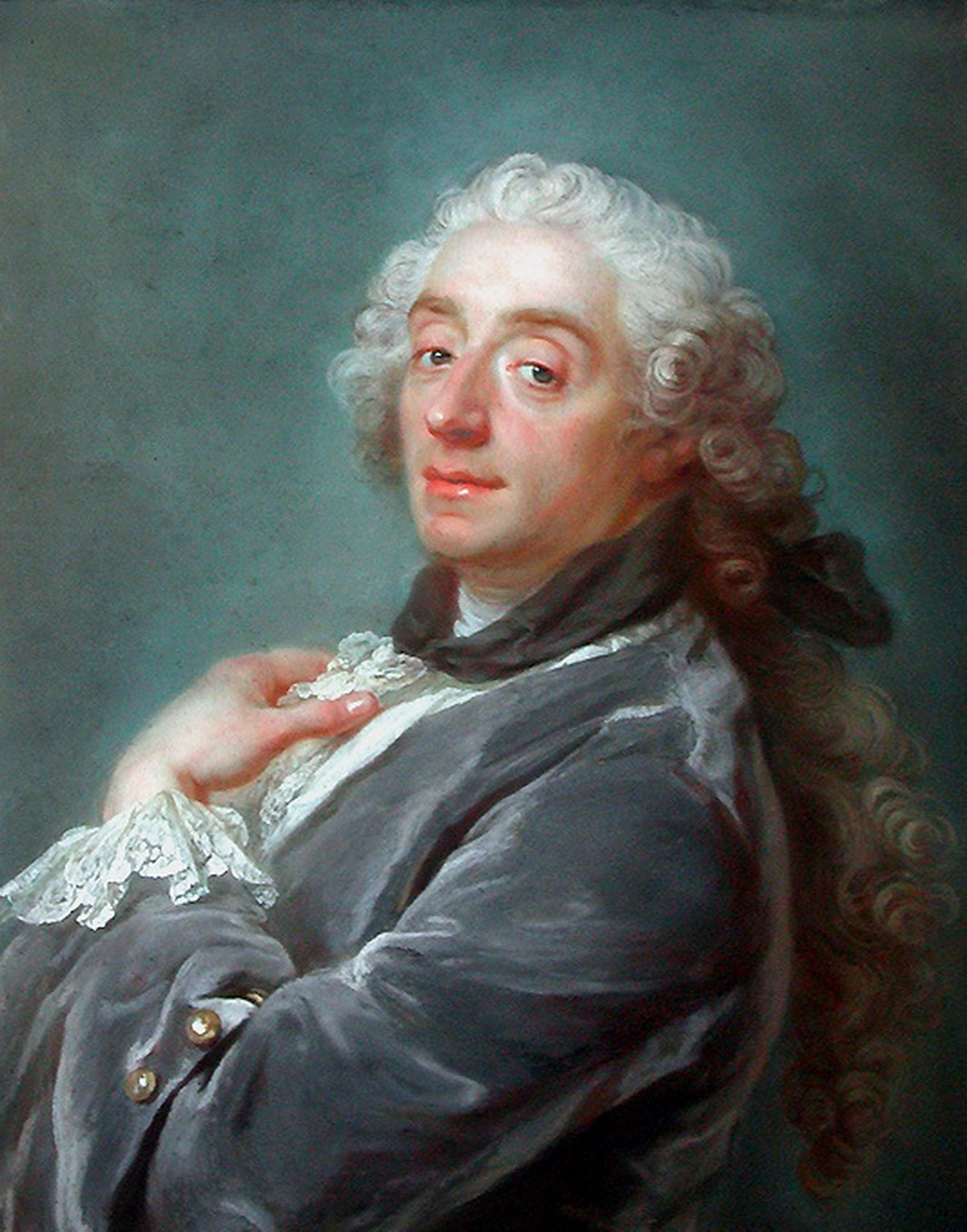
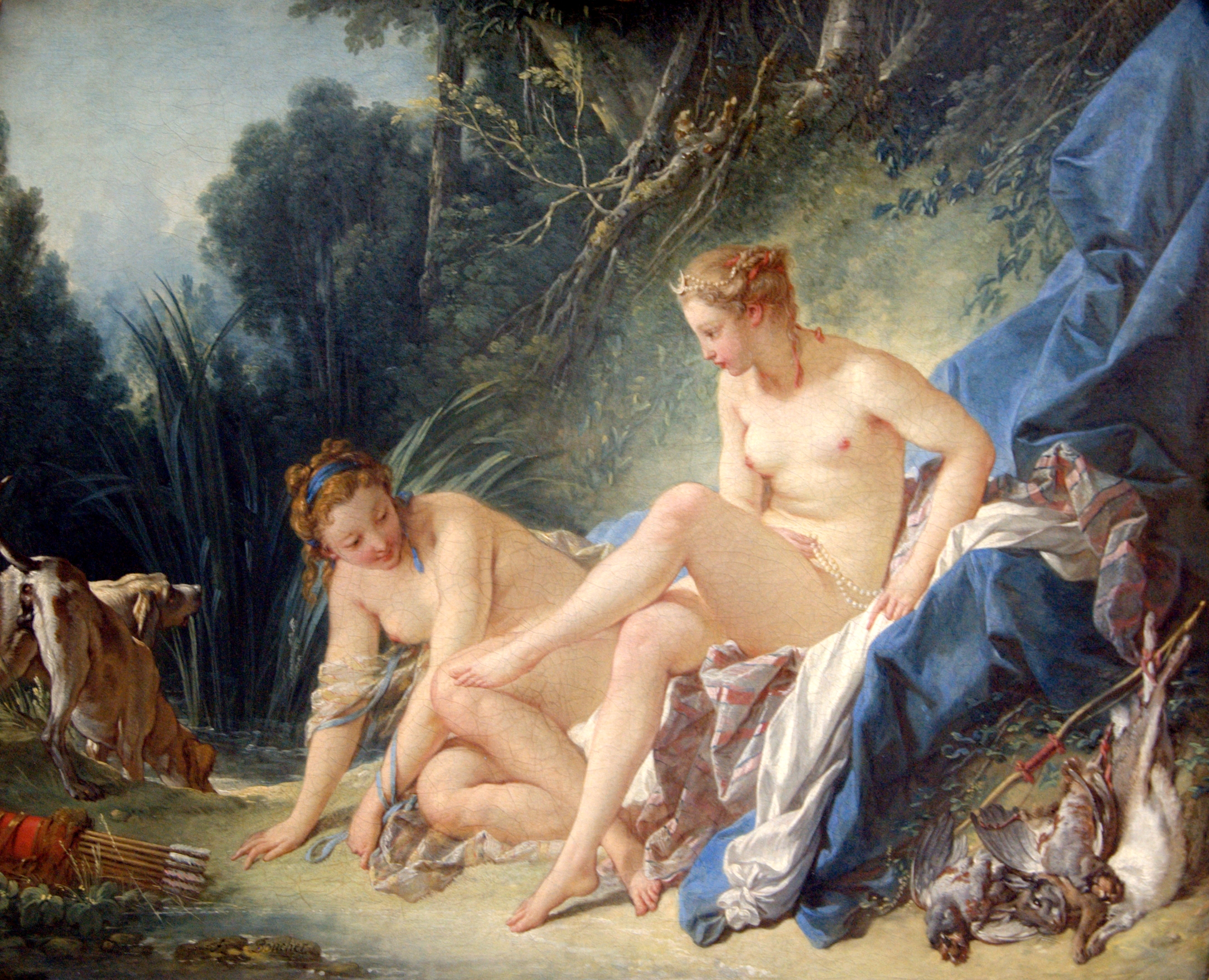
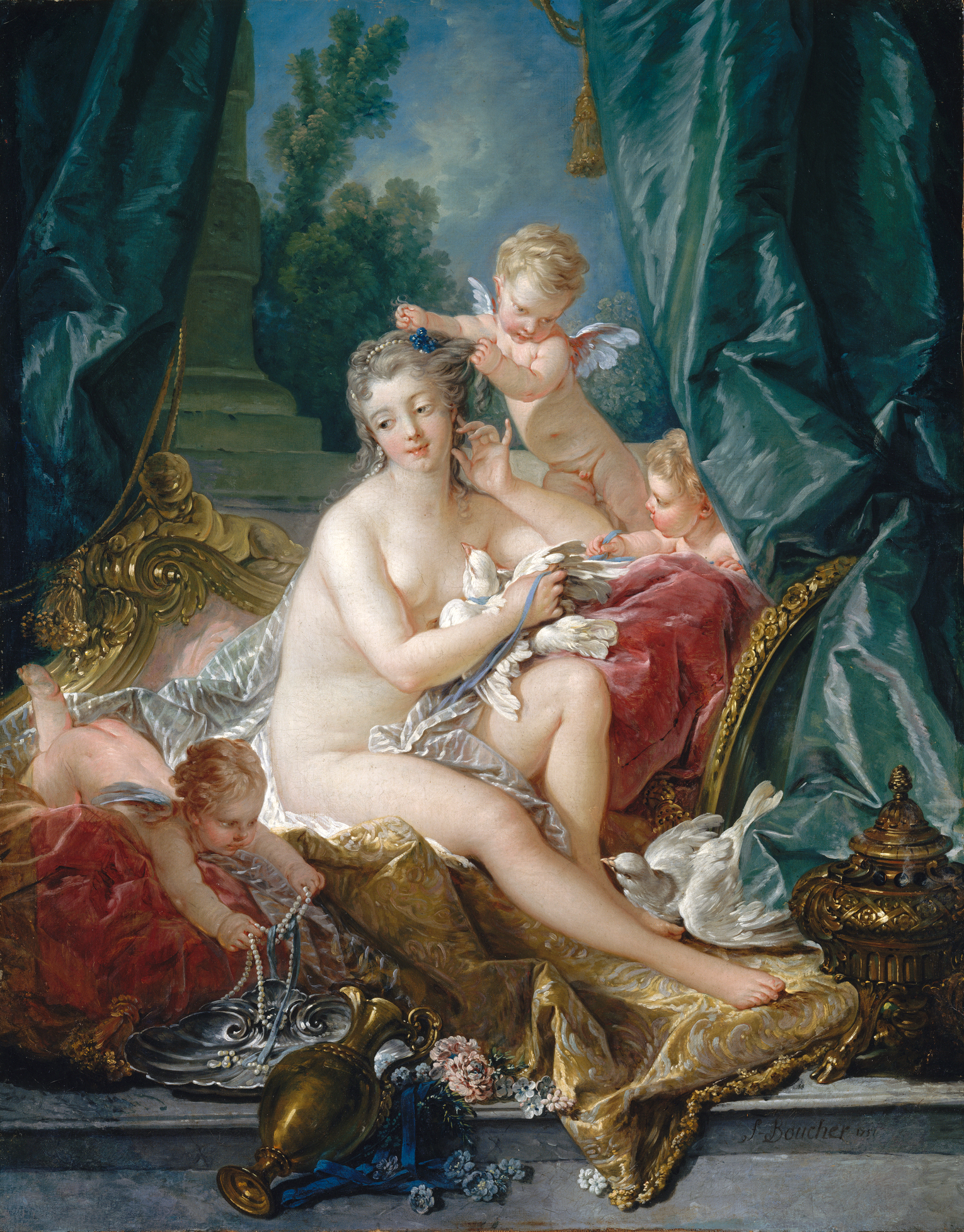
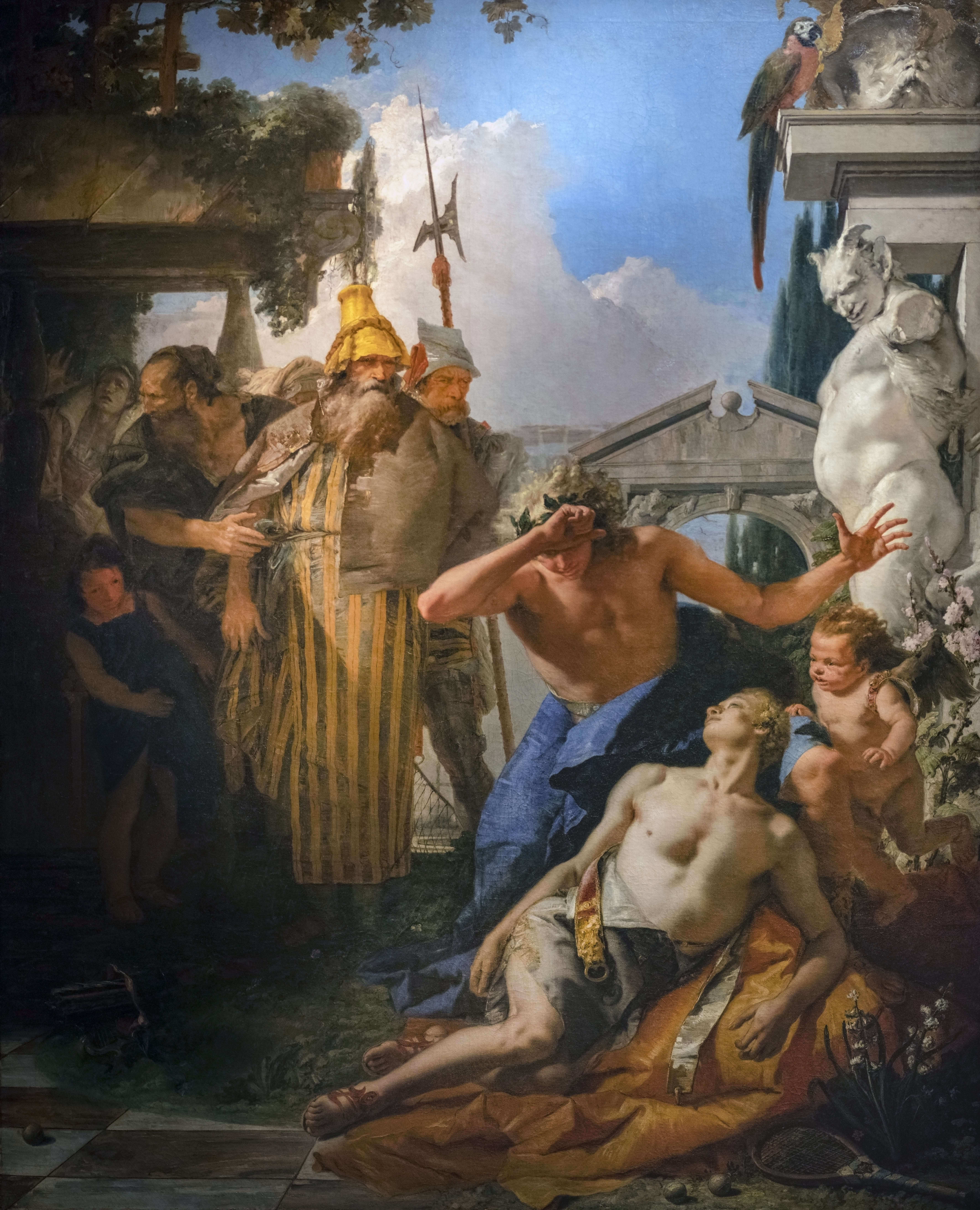
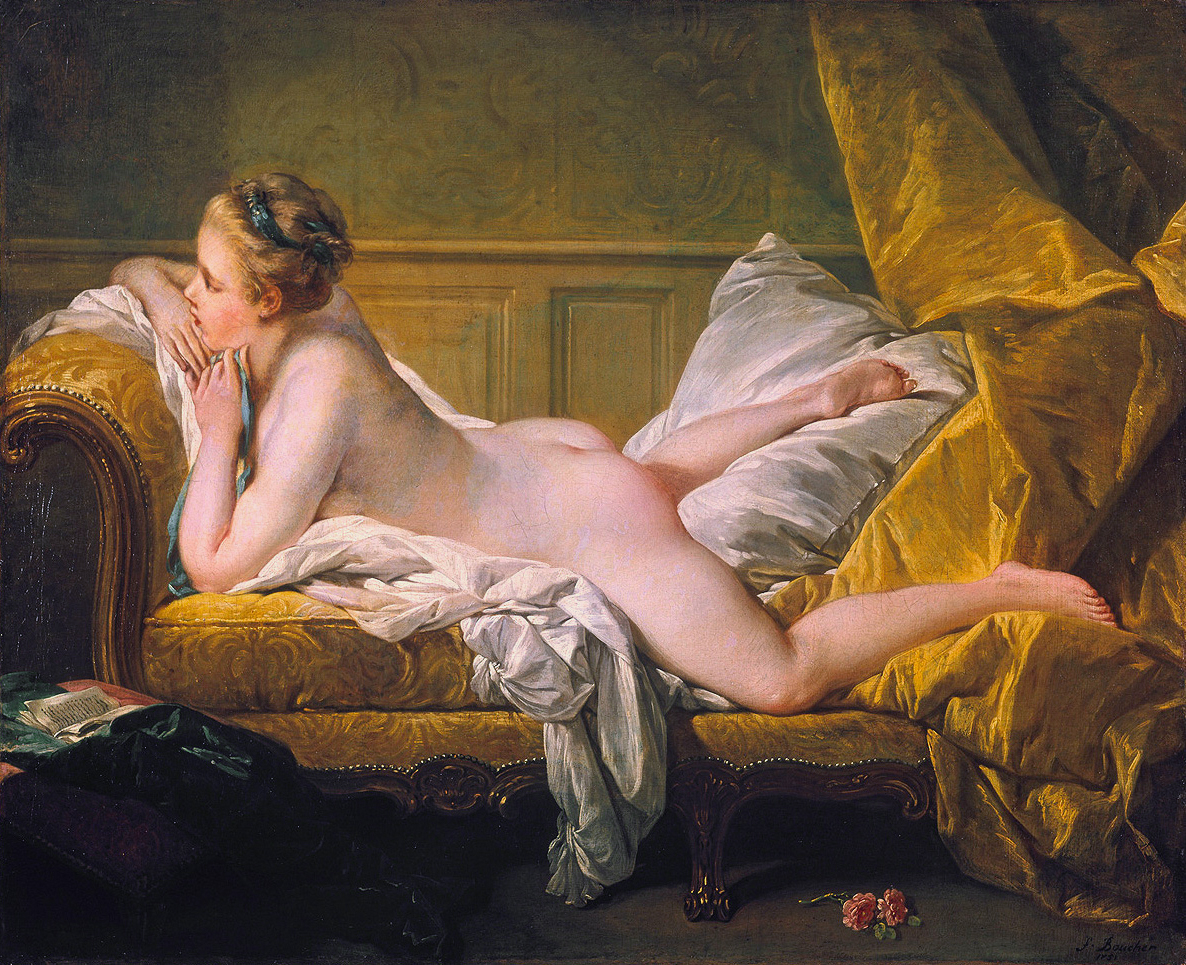
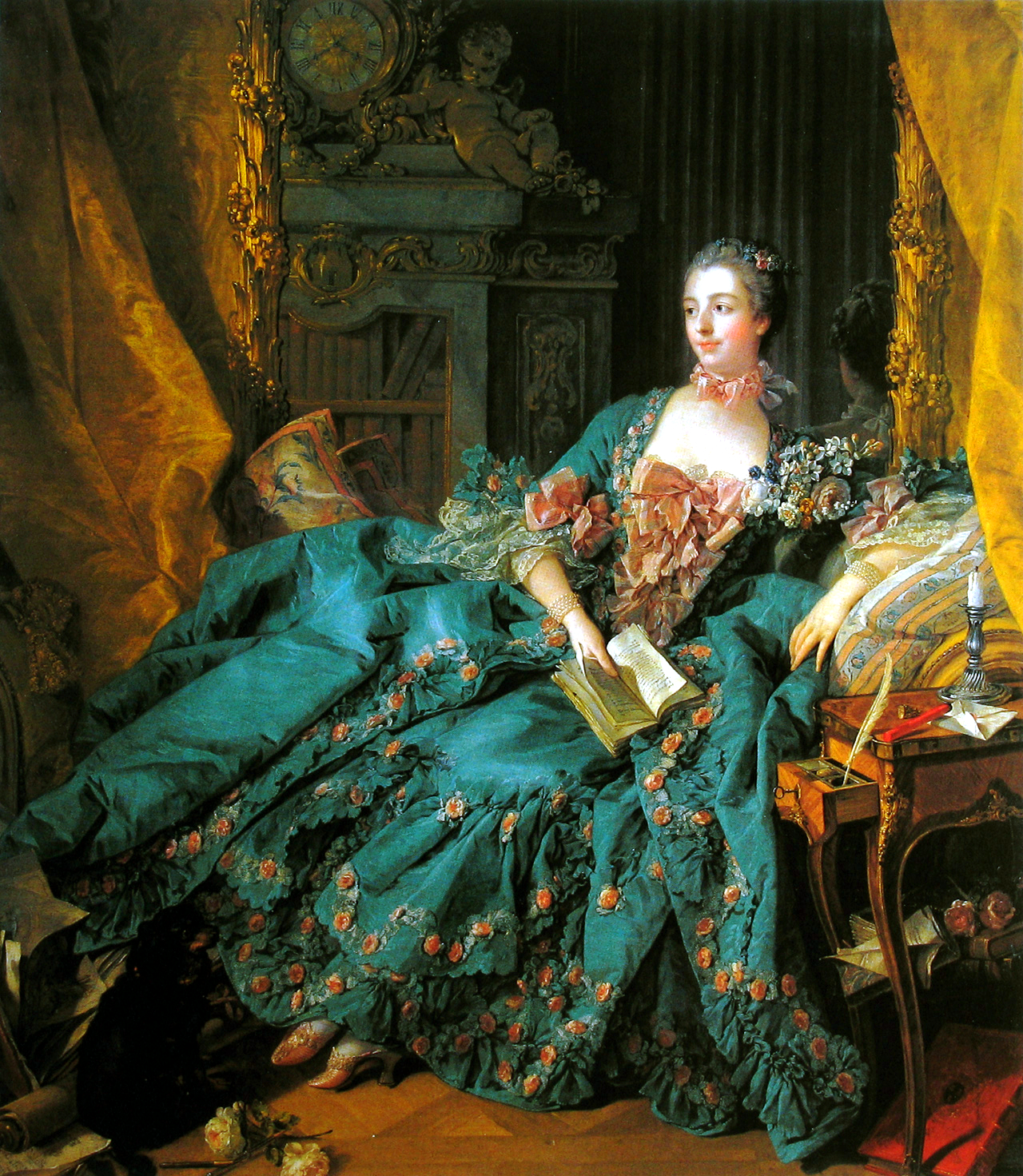
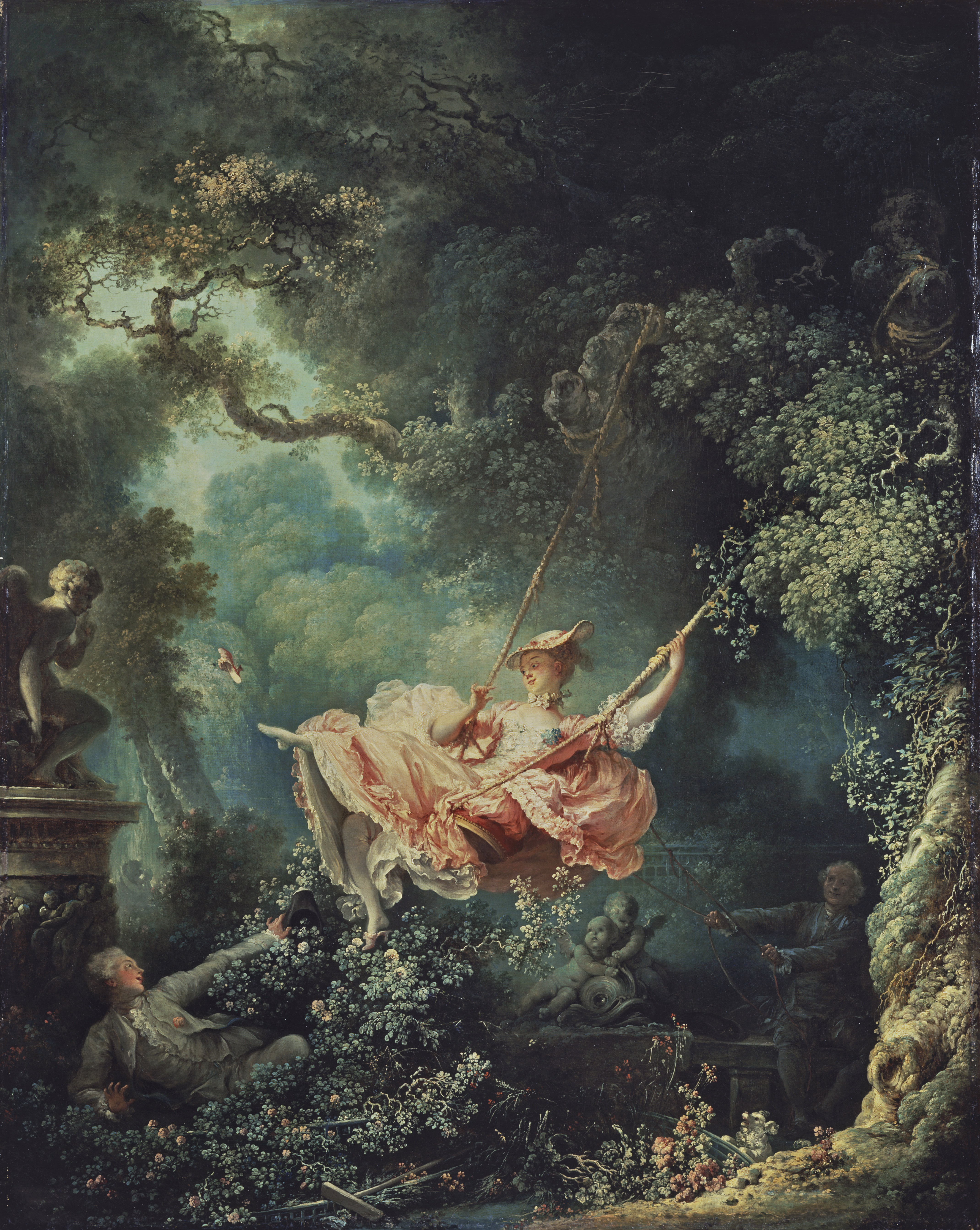
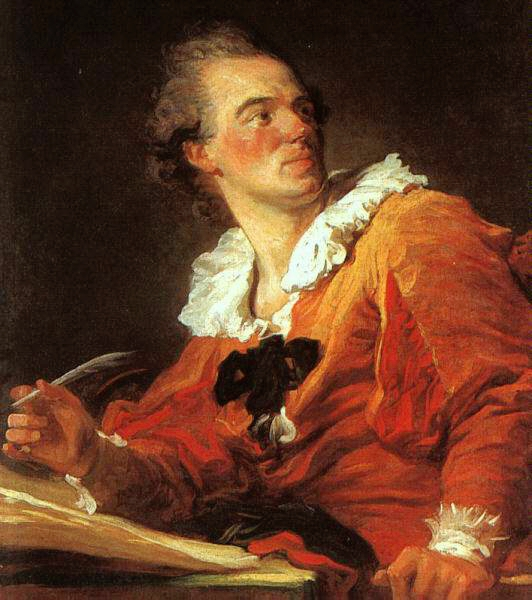
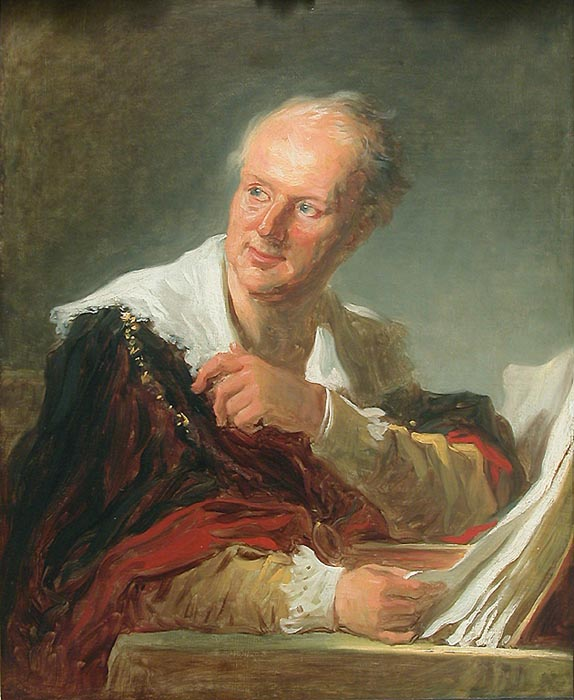
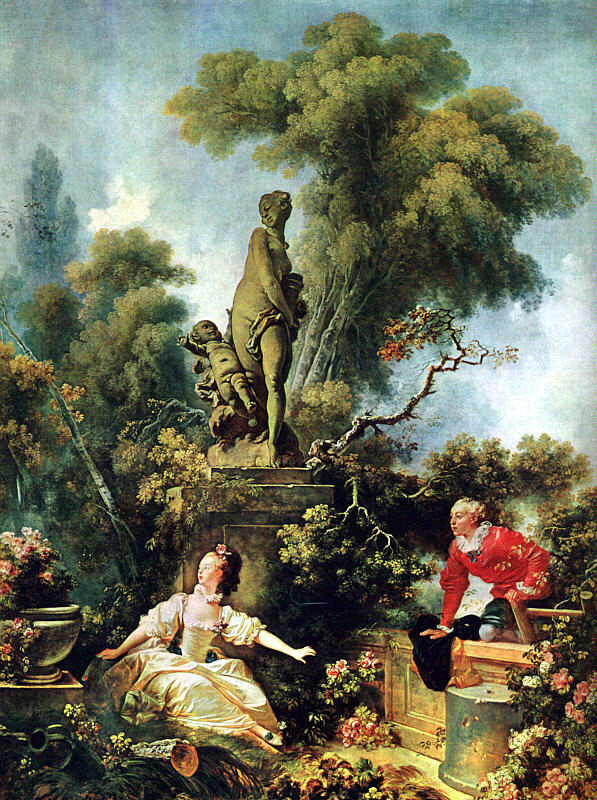